# Boite
Der Boite (ladinisch la Guoite) ist ein rechter Nebenfluss des Piave in den Dolomiten (Provinz Belluno, Region Venetien/Italien). Auf einer Länge von 42 Kilometern erreicht sein Flussbett eine Ausdehnung von 396 km². Dies erklärt sich durch seine stellenweise starke Verbreiterung und Verzweigung zwischen Sand- und Kiesbänken. Es handelt sich um den zweitgrößten Nebenfluss des Piave nach dem Cordevole.
Die von Boite und oberem Piave durchflossene Landschaft heißt Cadore, das Flusstal allein Valle del Boite.

## Landschaft/Verlauf
Das Quellgebiet des Boite liegt oberhalb der Alm Malga Ra Stua, ca. 6 km nördlich von Cortina d’Ampezzo in Richtung Toblach im Parco Regionale delle Dolomiti d’Ampezzo bei dem Massiv der Hohen Gaisl. Mehrere Bäche vereinigen sich auf dieser Höhe von ca. 1.800 m, die Campo Croce genannt wird, zum Boite, der am Col Rosa (2.146 m) den Charakter eines Sturzbachs hat.
Der Boite fließt dann durch einen Talgrund zwischen bewaldeten Hängen, hinter denen sich die felsigen Dolomiten-Gruppen in Höhen über 3.000 m erheben. Linksseitig des Flusstals (nordöstlich) stehen Monte Cristallo, Pomagagnon, Sorapiss und Antelao, rechts (südwestlich) Croda da Lago, Monte Pelmo und im Bereich der Mündung Sasso di Bosconero.
Der Fluss durchfließt die Gemeinden
- Cortina d’Ampezzo,
- San Vito di Cadore,
- Borca di Cadore,
- Vodo di Cadore,
- Valle di Cadore,

ehe er in den Piave bei Perarolo di Cadore mündet. Er nimmt unterwegs zahlreiche Wildbäche auf; der größte ist der Torrente Rite bei Cibiana di Cadore. Bei Vodo und Valle gibt es kleine Stauseen.
Oberhalb des Flusstals verlaufen zahlreiche Wanderwege, u. a. der Dolomiten-Höhenweg Nr. 3.